# Aquiloniella americana
Aquiloniella americana is een mosdiertjessoort uit de familie van de Candidae. De wetenschappelijke naam van de soort is, als Scrupocellaria americana, voor het eerst geldig gepubliceerd in 1863 door Packard.